# Charlotte Holzer
Charlotte Holzer, geborene Abraham (* 7. Dezember 1909 in Charlottenburg; † 29. September 1980 in Berlin-Pankow) war eine deutsche Widerstandskämpferin gegen den Nationalsozialismus, Angehörige der Gruppe Herbert Baum und Krankenschwester jüdischer Konfession.

## Kindheit und Ausbildung
Erika Charlotte Abraham wurde am 7. Dezember 1909 als zweite Tochter von Max und Margarete Abraham in Berlin-Charlottenburg geboren. Sie wuchs in einem gutbürgerlich-jüdischen Elternhaus auf, der Vater konnte der Familie als Vertreter der Lederbranche jedoch nur ein bescheidenes Auskommen sichern. Nach Abschluss der Mittelschule begann sie eine Ausbildung zur Säuglingsschwester in einem jüdischen Kinderheim in Berlin-Niederschönhausen. Anschließend wechselte sie an das Jüdische Krankenhaus in Berlin-Gesundbrunnen, um dort eine Ausbildung als Vollschwester anzuschließen. Sie war dort von 1927 bis 1942 als Krankenschwester angestellt.

## Mitgliedschaft in der KPD und der Gruppe Herbert Baum
Abraham trat 1931 der Kommunistischen Partei Deutschlands bei. Im selben Jahr heiratete sie Gustav Paech; ihre Tochter Eva wurde am 21. August 1933 geboren. Fünf Tage später wurde ihr Mann als Mitglied einer illegalen kommunistischen Zelle festgenommen und zu zwei Jahren Zuchthaus verurteilt. Nach diesen Ereignissen war sie zunächst nicht mehr politisch aktiv. Das Paar ließ sich 1936 wegen Entfremdung scheiden.
1940 begegnete sie ihrem früheren Bekannten aus der jüdischen Jugendbewegung Herbert Baum, der als Patient im Jüdischen Krankenhauses behandelt wurde. Sie schloss sich der Widerstandsgruppe um Baum an. Als diese am 18. Mai 1942 einen Brandanschlag auf die NS-Propagandaausstellung Das Sowjet-Paradies verübte, wurden eine Reihe der Mitglieder der Gruppe festgenommen. Charlotte Abraham, die nicht an dem Anschlag beteiligt gewesen war, tauchte zunächst unter, wurde jedoch am 7. Oktober 1942 von der Gestapo wegen der illegalen Verteilung von Lebensmittelkarten verhaftet. Nach einem Prozess wurde sie wegen „Verstoßes gegen die Kriegswirtschaftsordnung“ zu einer eineinhalbjährigen Haftstrafe verurteilt und in ein Gefängnis in Leipzig überstellt.

## Verurteilung und Flucht
Kurz darauf entdeckte die Gestapo ihre Mitgliedschaft in der Herbert-Baum-Gruppe, worauf sie wegen Hochverrats gemeinsam mit anderen Mitgliedern der Gruppe am 29. April 1943 vom zweiten Senat des Volksgerichtshofes zum Tode verurteilt wurde. Sie war bei der Urteilsverkündung wegen einer Scharlacherkrankung in Quarantäne und erfuhr erst später von dem Urteil. Nach mehrfachen Verlegungen in verschiedene Gefängnisse gelang ihr während eines Bombenangriffes die Flucht. Sie wurde zunächst von Dorothea Schneider, einer Pfarrerswitwe in Potsdam aufgenommen und versteckt. Es gelang ihr anschließend unter falscher Identität in einem Zwangsarbeiterlager unterzutauchen.

## Nach 1945
Nach dem Zusammenbruch des nationalsozialistischen Regimes heiratete sie 1946 Richard Holzer (* 30. März 1911; † 21. Februar 1975), einen Bekannten aus der Gruppe Herbert Baum. Am 2. Juni 1947 wurde ein gemeinsamer Sohn geboren, der jedoch kurz nach der Geburt verstarb. Sie nahm eine Tätigkeit in der Schwangeren- und Mütterberatungsstelle im Stadtbezirk Berlin-Pankow auf und engagierte sich in der Tuberkulose- und Säuglingsfürsorge. 1953 trat sie der Sozialistischen Einheitspartei Deutschlands bei.
Sie setzte sich für das Gedenken an Herbert Baum und seine Mitstreiter ein, zu deren Andenken ein Gedenkstein auf dem Jüdischen Friedhof in Berlin-Weißensee aufgestellt wurde.
Charlotte Holzer verstarb am 29. September 1980 in Berlin; sie, ihr Mann Richard, der gemeinsame Sohn und Richard Holzers Bruder Gerhard sind auf dem Jüdischen Friedhof in Weißensee beerdigt.